# Mark Landin
Mark Landin település Németországban, azon belül Brandenburgban. Lakosainak száma 993 fő (2019. szeptember 30.). Mark Landin Passow, Zichow, Schwedt/Oder, Berkholz-Meyenburg, Schöneberg, Pinnow és Angermünde községekkel határos.

## Népesség
A település népességének változása:
| Lakosok száma | 1054 | 1013 | 993  |
|               | 2014 | 2017 | 2019 |